# Värnpliktsrådet
Pliktrådet, tidigare Värnpliktsrådet är ett råd bestående av förtroendevalda värnpliktiga ur olika förband som företräder värnpliktiga soldater och sjömän i Sverige. De besöker förband och arbetar opinionsbildande kring värnplikten och värnpliktigas rättigheter. Deras beslutande organ är en årlig värnpliktskongress där även kommande års pliktråd väljs.

## 1970-talet
År 1968 hölls en Värnpliktsriksdag i Stockholm, värnpliktiga med olika erfarenheter delade med sig av dessa till varandra. Försvarsmakten anammade idén och 1970 genomfördes den första värnpliktskonferensen i deras regi. Då tillsattes också den första Värnpliktiga arbetsgruppen. Deras uppgift var att bevaka de beslut som fattades på konferensen och se till att de inte föll i glömska, de ansvarade också för kontinuiteten i arbetet. Genom tillkomsten av denna fick värnpliktsrörelsen mer stadga och genomslagskraft. Nu kunde värnpliktiga från hela landet utbyta erfarenheter, formulera gemensamma ståndpunkter och därmed ge tyngd åt påtryckningar på myndigheterna.
Under 1970-talet var värnpliktsrörelsens viktigaste krav:
- lagreglerad medinflytande för värnpliktiga
- avskaffande av arreststraffet
- införande av ständig nattpermission
- höjt utryckningsbidrag
- fria resor varje tjänstefri helg

Från början var metoderna radikala och kampmetoder som massjukskrivningar, demonstrationer och namninsamlingar förekom. En förändrad syn på medinflytande och värnpliktiga över huvud taget har gjort att rörelsen och rådet har kunnat arbeta mer genom dialog efterhand åren har gått. Det har också inneburit att medlemmarnas partitillhörighet som från början var ganska tydlig med olika läger inom värnpliktsrörelsen och därmed stora splittringar har kunnat arbetas bort. Nu återstår i det närmaste ingen sådan problematik och Värnpliktsrådet är idag partipolitiskt obundet.

## 1980-talet
År 1987 infördes en ny medinflytandeförordning, som Sveriges Centrala Värnpliktsråd (SCVR) var med och utarbetade. Den innebär att SCVR är obligatorisk samtalspart med myndigheter på alla nivåer avseende frågor med anknytning till de värnpliktiga. 

## 1990-talet
År 1990 års försvarsbudget innehöll, som första budget genom tiderna, en utgiftspost för förplägnadsersättning på helger till alla värnpliktiga. Värnpliktsrörelsens kamp för matersättning på helger gav därmed ett välkommet resultat.
Strävan att förbättra har ökade i och med de försämringar som inträffade under 1992 och början av 1993. Mer än någonsin tidigare försämrades värnpliktigas förmåner. Antalet hemresor halverades och regeringen beslutade om att frysa dagersättningen under ett år. Engagemanget i hemresefrågan var mycket stort bland de värnpliktiga och resulterade i att de fria hemresorna återinfördes den 1 juli 1995, för varje tjänstefri helg.
Från 1994 har förordningen ändrats så att samtliga värnpliktsrådsledamöter arbetar heltid under värnpliktsförmåner.
Sedan den 1 juli 1995 råder en ny pliktlag, lagen om totalförsvarsplikt.  I och med den integrerades Värnpliktsrådets och de civilpliktigas motsvarighet, Civilpliktsrådets, verksamhet. De driver i många fall samma krav och har därför en gemensam ambition att likrikta kravdrivningar och andra frågeställningar. Detta samarbete är fortfarande under utveckling och kommer att behöva en löpande diskussion.
Från och med Värnpliktskongressen 1997 övertog Värnpliktsrådet huvudmannaskapet för Värnpliktskongressen.
Ett steg mot att öka kontinuiteten från ett verksamhetsår till ett annat var anställandet av en generalsekreterare. Denna person var anställd av Värnpliktsrådet och tillsattes inte av Värnpliktskongressen. Syftet var att skapa en kontinuitetsbrygga som skulle sträcka sig över ett antal år.

## 2000-talet
Mellan 2000 och 2010 minskade antalet värnpliktiga i Sverige drastiskt vilket också påverkade Värnpliktsrådet. Trots detta fortsatte Värnpliktsrådet sitt arbete ända in i det sista. Den 1 juli 2010 slutade Sverige att tillämpa värnplikten och som en konsekvens av detta lades Värnpliktsrådet ner vid nyår samma år.
Då Försvarsmaktens personalförsörjning byggde på frivillighet togs medinflytandet och arbetet för förstärkta rättigheter för Sveriges soldater och sjömän över av respektive soldats fackförbund, samtidigt som en ny intresseorganisation bildades av den sista värnpliktskongressen: Intresseorganisationen Svensk Soldat. Organisationen verkade för att fortsätta arbetet för anställda soldater i värnpliktsrådets anda, men blev snabbt irrelevanta utan en förordning som gav organisationen legitimitet i Försvarsmaktens ögon. 

## 2010-talet
I samband med att värnplikten 2017 återinfördes i Sverige från att varit vilande, inrättades en ny central sammanslutning som skulle representera Sveriges totalförsvarspliktiga, detta genom en ändring av medinflytandeförordningen. Namnet blev Pliktrådet, då organisationen representerar både värnpliktiga och civilpliktiga under grundutbildning. Detta till skillnad från förr, då värnpliktiga representerades av Värnpliktsrådet, och civilpliktiga av Civilpliktsrådet.

## Namnbyten
- 1970-1984 Värnpliktiga arbetsgruppen
- 1984-1994 Sveriges Centrala Värnpliktsråd, SCVR
- 1994-2010 Värnpliktsrådet
- 2019–ff Pliktrådet

## Ledning för Värnpliktsrådet
| År        | ordförande         | vice ordförande            | generalsekreterare                  |
| --------- | ------------------ | -------------------------- | ----------------------------------- |
| 1983-84   | Lars Bryntesson    |                            |                                     |
| 1984-85   | Håkan Ekengren     |                            |                                     |
| 1985-86   | Ronnie Nilsson     | Fredrik Reinfeldt          |                                     |
| 1986-87   | Olle Fack          |                            |                                     |
| 1987-88   | John Carlander     | Mattias Iweborg            |                                     |
| 1988-89   | Magnus G Graner    | Carl Fredrik Johansson     |                                     |
| 1989-90   |                    |                            |                                     |
| 1990-91   | Aleksander Gabelic |                            |                                     |
| 1991-92   |                    |                            |                                     |
| 1992-93   | Erik Gärdén        |                            |                                     |
| 1993-94   | Mathias Pedersen   | Lars Persson Skandevall    |                                     |
| 1994-95   |                    | Jonas Burvall              |                                     |
| 1995-96   | Joacim Olsson      | Stefan Billinger           |                                     |
| 1996-97   | Jonas Törnblom     |                            | Robert Park Dimmlich                |
| 1997-98   | Andreas Malm       | Klas Lindström             | Mikal Björkström                    |
| 1998-99   | Peder Spens Clason |                            | Klas Lindström                      |
| 1999-2000 | Jakob Wide         |                            | Johan Åsberg (senare Johan Karlbom) |
| 2000-01   | Anders Huszár      |                            | Andreas Wallner                     |
| 2001-02   | Magnus Tillqvist   | Michael Lindeen            | Andréas Wallner                     |
| 2002-03   | Jonas Ramber       | Robert Wildow              | Andréas Wallner                     |
| 2003-04   | Erik Haara         | Christina Ehrenborg        | Simon Rothstein                     |
| 2004-05   | Johan Rindewall    | Henrik Stål                | Simon Rothstein                     |
| 2005-06   | Fredrik Lundgren   |                            | Simon Rothstein                     |
| 2006-07   | Ylva Forsberg      |                            | Salim Tamini                        |
| 2007-08   | Carl Lundgren      |                            | Salim Tamini                        |
| 2008-09   | Björn Dahlén       |                            | Anders Eriksson                     |
| 2009-10   | Oscar Rosén        |                            | Anders Eriksson                     |
| 2010-11   | Jesper Holm        | Daniel Karlsson            | Anders Eriksson                     |
| 2019-20   | Julia Hjertén      | Lisa Holmqvist             | Erik Arroy                          |
| 2020-21   | Lisa Holmqvist     |                            |                                     |
| 2021-22   | Johan Gunnarsson   | Anton Hanny                |                                     |
| 2022-23   | Andreas Ottosson   | Kristoffer Loiborg Sjölund |                                     |
| 2023-24   | Alice Nilsson      | Sigge Lagerqvist           |                                     |